# Nguyễn Văn Lộc (nhà ngoại giao)
Nguyễn Văn Lộc (4 tháng 7 năm 1915 – 17 tháng 7 năm 2007) là nhà ngoại giao Việt Nam Cộng hòa, từng giữ chức vụ Đại biện lâm thời Đại sứ quán Việt Nam Cộng hòa tại Nhật Bản, Đại biện lâm thời Đại sứ quán Việt Nam Cộng hòa tại Philippines và Đại sứ Việt Nam Cộng hòa tại Bờ Biển Ngà cùng các chức vụ khác.

## Tiểu sử
Nguyễn Văn Lộc sinh ngày 4 tháng 7 năm 1915, tại tỉnh Tân An, Nam Kỳ, Liên bang Đông Dương.
Dưới thời Pháp thuộc, ông theo học chuyên ngành luật rồi về sau ra trường hành nghề luật sư. Từ năm 1952 đến năm 1962, ông được bổ nhiệm làm Vụ trưởng Vụ Tư pháp, Văn hóa, Lãnh sự và Hành chính Bộ Ngoại giao Quốc gia Việt Nam và Việt Nam Cộng hòa.
Năm 1963, ông công du sang Nhật Bản trên cương vị quyền Trưởng Phái đoàn Bồi thường Việt Nam Cộng hòa tại Tokyo. Ngày 9 tháng 12 cùng năm, ông giữ chức Công sứ kiêm Đại biện lâm thời Đại sứ quán Việt Nam Cộng hòa tại Nhật Bản, đến năm 1965 thì nộp đơn từ chức, và được Đại sứ đặc mệnh toàn quyền Nguyễn Duy Quang kế nhiệm.
Từ năm 1966 đến 1967, ông chuyển sang làm Công sứ Đại sứ quán Việt Nam Cộng hòa tại Philippines. Từ năm 1968 đến năm 1972, ông làm Công sứ kiêm Đại biện lâm thời Đại sứ quán Việt Nam Cộng hòa tại Philippines. Từ năm 1972 đến năm 1975, ông giữ chức vụ Đại sứ Việt Nam Cộng hòa tại Bờ Biển Ngà (từ năm 1974, ông còn kiêm chức Đại sứ tại Niger, Togo và Thượng Volta), đây cũng là lần cuối cùng ông làm Đại sứ tại nước này trước xảy ra biến cố ngày 30 tháng 4 năm 1975.
Nguyễn Văn Lộc qua đời ngày 17 tháng 7 năm 2007 tại Villeneuve-la-Garenne, Hauts-de-Seine, Pháp.

## Đời tư
Nguyễn Văn Lộc đã kết hôn và có bốn người con.